# ジョエル・ズマヤ
ジョエル・マーティン・ズマヤ（Joel Martin Zumaya , 1984年11月9日 - ）は、アメリカ合衆国・カリフォルニア州チュラ・ビスタ出身の元プロ野球選手。投手、右投右打。
姓は日本語メディアではズマイヤ、ズマーヤと表記されることもある。

## 経歴

### プロ入り
高校卒業後の2002年、ドラフト11巡目（全体320位）指名でタイガースへ入団。
マイナー時代は先発投手で、2005年にはAA級・AAA級通算で26試合151.1イニングを投げ、9勝5敗・防御率2.74・199奪三振という成績を記録した。
2006年4月3日のロイヤルズ戦でメジャーデビュー。剛速球とカーブを武器に、シーズン中は抑えのトッド・ジョーンズにつなぐ中継ぎとして活躍し、リーグ2位の30ホールドを記録した。しかしレギュラーシーズン終了後、PlayStation 2の「ギターヒーロー」というゲームをやりすぎたため手首を痛め、その影響でリーグチャンピオンシップシリーズの後半に登板できなくなるなどポストシーズンは思うような成績を残せなかった。
その後2007年シーズンからは毎年のように故障し、同年のシーズン中には右手の指の腱を痛めて手術、同年オフに父親の実家に山火事が迫った際、屋根裏の家財道具を運ぶのを手伝っていたときに右肩を痛めて手術し、この手術の影響により2008年シーズンは6月からの戦線復帰となった。2009年シーズン中にも右肩の故障に悩まされて8月に手術を受け以降のシーズンを全休、2010年6月28日のミネソタ・ツインズ戦で投球中に右肘を骨折して離脱して同シーズン中の復帰が絶望となり、2011年シーズンは同年5月10日に右肘の手術を受けたことにより全休している。
2012年1月15日に、ミネソタ・ツインズと1年契約を結ぶが、同年2月にトミー・ジョン手術が必要な右肘靱帯断裂のケガを負い3月3日に解雇された。翌年以降も故障がちで戦線離脱の繰り返しに終始して伸び悩んでいた。
2014年に現役引退を発表した。

## 特徴
スリークォーターから投げるフォーシームは常時98~99mph（約157.7~159.3km/h）を計時し、メジャーリーグ屈指の速球を持つ。変化球の持ち球の1つにカーブがある。2006年のヤンキースとのディビジョンシリーズでは103mph（約165.8km/h）を何度も計測し、ヤンキース打線から三振を奪って周囲を驚かせた。
高校時代は80mph（約128.7km/h）台しか出なかったが、入団後、スピードガンの設置位置などによって表示される球速が違うこともあって、球速は公式記録にはなっていないが、ズマヤが剛速球投手であることは間違いない。非公式だが、最速では104.8mph（約168.7km/h）を記録している。

## 詳細情報

### 年度別投手成績 (MLB)
| 年 度     | 球 団     | 登 板 | 先 発 | 完 投 | 完 封 | 無 四 球 | 勝 利 | 敗 戦 | セ 丨 ブ | ホ 丨 ル ド | 勝 率 | 打 者 | 投 球 回 | 被 安 打 | 被 本 塁 打 | 与 四 球 | 敬 遠 | 与 死 球 | 奪 三 振 | 暴 投 | ボ 丨 ク | 失 点 | 自 責 点 | 防 御 率 | W H I P |
| --------- | --------- | ----- | ----- | ----- | ----- | -------- | ----- | ----- | -------- | ----------- | ----- | ----- | -------- | -------- | ----------- | -------- | ----- | -------- | -------- | ----- | -------- | ----- | -------- | -------- | ------- |
| 2006      | DET       | 62    | 0     | 0     | 0     | 0        | 6     | 3     | 1        | 30          | .667  | 350   | 83.1     | 56       | 6           | 42       | 2     | 2        | 97       | 4     | 0        | 20    | 18       | 1.94     | 1.18    |
| 2007      | DET       | 28    | 0     | 0     | 0     | 0        | 2     | 3     | 1        | 7           | .400  | 142   | 33.2     | 23       | 3           | 17       | 2     | 1        | 27       | 3     | 0        | 16    | 16       | 4.28     | 1.19    |
| 2008      | DET       | 21    | 0     | 0     | 0     | 0        | 0     | 2     | 1        | 5           | .000  | 114   | 23.1     | 24       | 3           | 22       | 4     | 0        | 22       | 6     | 0        | 13    | 9        | 3.47     | 1.97    |
| 2009      | DET       | 29    | 0     | 0     | 0     | 0        | 3     | 3     | 1        | 7           | .500  | 149   | 31.0     | 34       | 5           | 22       | 3     | 1        | 30       | 1     | 0        | 18    | 17       | 4.94     | 1.81    |
| 2010      | DET       | 31    | 0     | 0     | 0     | 0        | 2     | 1     | 1        | 11          | .667  | 156   | 38.1     | 32       | 1           | 11       | 0     | 0        | 34       | 2     | 0        | 13    | 11       | 2.58     | 1.12    |
| 通算：5年 | 通算：5年 | 171   | 0     | 0     | 0     | 0        | 13    | 12    | 5        | 60          | .520  | 911   | 209.2    | 169      | 18          | 114      | 11    | 4        | 210      | 16    | 0        | 80    | 71       | 3.05     | 1.35    |

### 背番号
- 54 (2006年 - 2010年)

## 参考資料
1. ↑  MSNBC News Services, "Guitar hero? Pitcher hurt playing video game," MSNBC.com, December 14, 2006.
2. ↑  http://hardballtalk.nbcsports.com/2012/01/15/twins-joel-zumaya-agree-to-terms-on-one-year-deal/
3. ↑  http://www.mlbtraderumors.com/2012/01/twins-agree-to-sign-joel-zumaya.html